# Stade du Wankdorf
Pour l'ancien stade, voir Stade du Wankdorf (1925).
 (avril 2025).
Le Stade de Suisse ou Stade de Suisse Wankdorf Bern est un stade de football situé dans le quartier du Wankdorf à Berne en Suisse. Il s’agit d’un complexe commercial et d’un stade de football dont la construction a coûté 350 millions de francs suisses. Il a remplacé l'ancien Stade du Wankdorf, qui avait été construit en 1925 et avait accueilli la Coupe du monde 1954, mais reprend le nom de Wankdorf à l'été 2020.
C'est le domicile du club de BSC Young Boys depuis 2005. Il a une capacité de 31 783 places.

## Histoire

### Le stade actuel
- 1997 : avec 72 % de majorité, le corps électoral de la ville de Berne approuve un changement de plan de zone dans le quartier du Wankdorf, permettant ainsi la construction d’un nouveau stade.

- 1999 : les trois architectes Rodolphe Luscher, Jean-Pierre Schwaar et Felix Rebmann gagnent le concours d’architecture ouvert pour l’aménagement du complexe du Wankdorf.

- 2001 : démolition de l’ancien Stade du Wankdorf.

- 30 juillet 2005 : inauguration du nouveau stade, sous le nom de Stade de Suisse Wankdorf Bern.

- 2008 : 3 matchs de poule de l'Euro 2008 se jouent dans le Stade de Suisse. Les Pays-Bas affronte successivement l'Italie, la France et la Roumanie.

- 2020 : le stade reprend le nom de Wankdorf.

## Gazon
Au printemps 2006, le gazon a été remplacé par une pelouse artificielle, ce qui permet d'organiser des concerts dans le stade, et a permis la venue de Bon Jovi puis Robbie Williams, Genesis, et Herbert Grönemeyer. Comme pour le Championnat d'Europe de football il fallait une pelouse naturelle, le terrain synthétique a été recouvert d'une pelouse naturelle lors de l'UEFA Euro 2008. Après la compétition, la pelouse naturelle fut de nouveau retirée.
En décembre 2011, le Stade de Suisse fut de nouveau équipé d'une pelouse naturelle, pour pouvoir disputer des matchs de football internationaux ainsi que la finale de la Coupe de Suisse.
Depuis la saison 2014/15, le club Young Boys joue de nouveau sur un terrain synthétique, les frais d'entretien étant moins élevés.
Pour l'euro feminin 2025 le terrain sera à nouveau recouvert d'une pelouse naturelle.

## Événements
- Finale de la Coupe de Suisse de football en 2006, 2007, 2009, 2012, 2013, 2014, 2018 et 2019
- 14 janvier 2007 : record d'Europe (battu depuis) pour un match de hockey sur glace avec 30 076 spectateurs pour le 100e derby entre les SC Langnau Tigers et le CP Berne lors du « Tatzen-Derby ». Une expérience rééditée, avec les mêmes équipes, le 2 janvier 2019, cette fois devant 20 672 personnes
- Championnat d'Europe de football 2008
- Championnat d'Europe féminin de football 2025

### Matches de l'Euro 2008
| Date         | Heure (UTC+1) | Équipe no 1 | Score | Équipe no 2 | Tour     | Spectateurs |
| ------------ | ------------- | ----------- | ----- | ----------- | -------- | ----------- |
| 9 juin 2008  | 20 h 45       | Pays-Bas    | 3 – 0 | Italie      | Groupe C | 30 777      |
| 13 juin 2008 | 20 h 45       | Pays-Bas    | 4 – 1 | France      | Groupe C | 30 777      |
| 17 juin 2008 | 20 h 45       | Pays-Bas    | 2 – 0 | Roumanie    | Groupe C | 30 777      |

### Concerts
- Coldplay Viva la Vida or Death and All His Friends, 9 septembre 2009
- One Direction Where We Are Tour, 4 juillet 2014
- Céline Dion Live 2017 (en), 15 juillet 2017

## Galerie

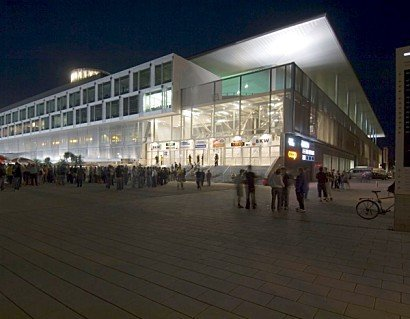
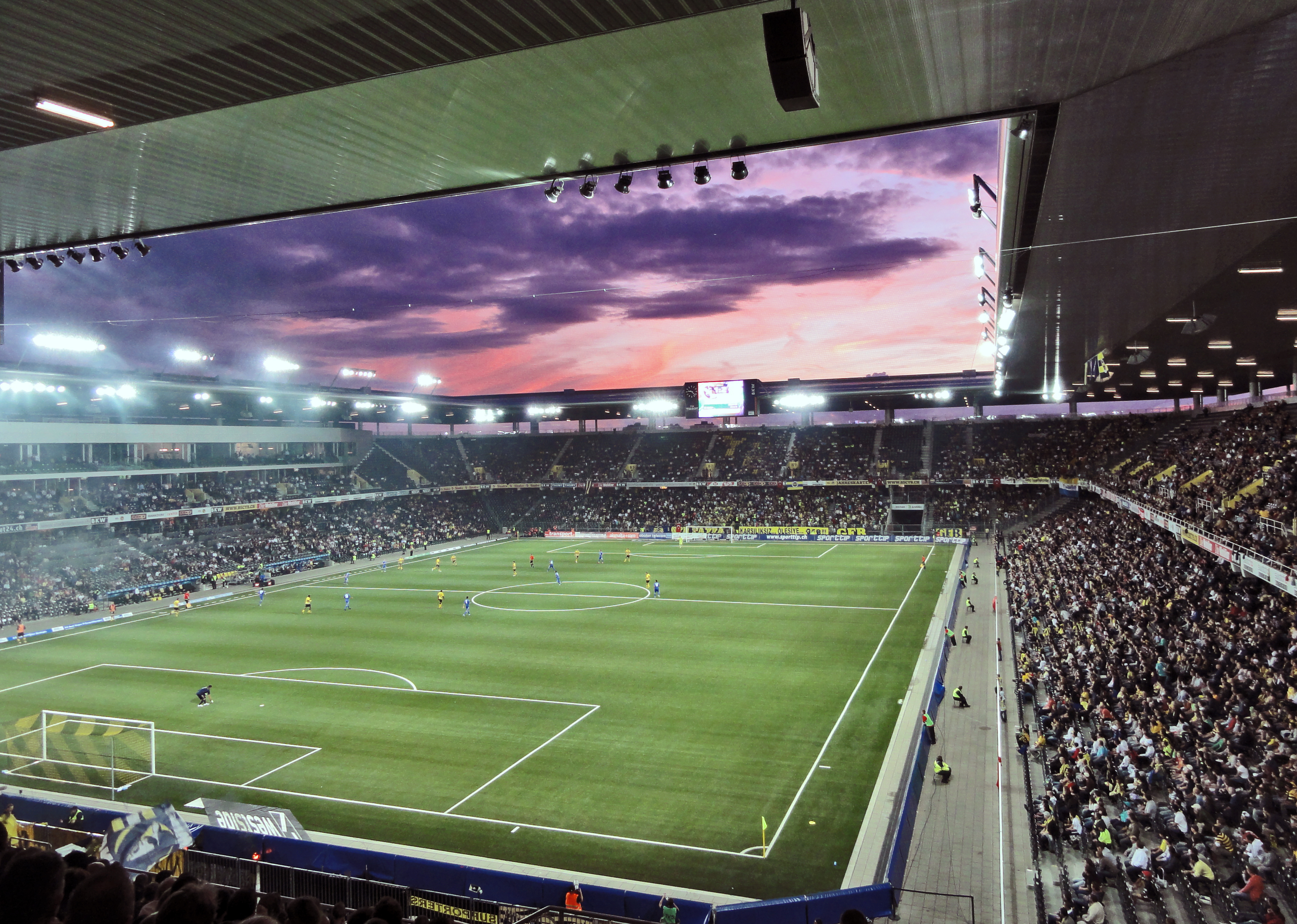
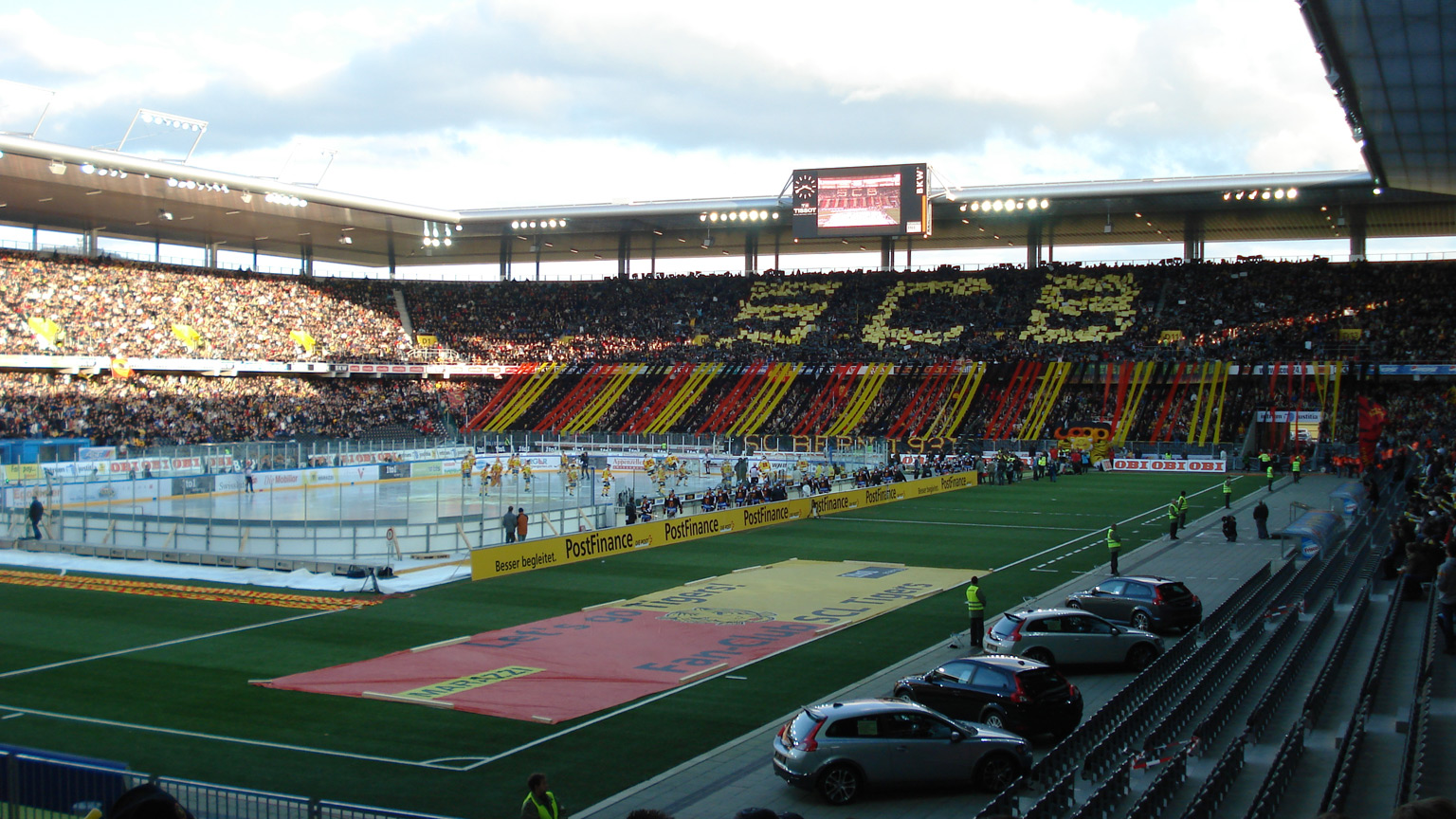
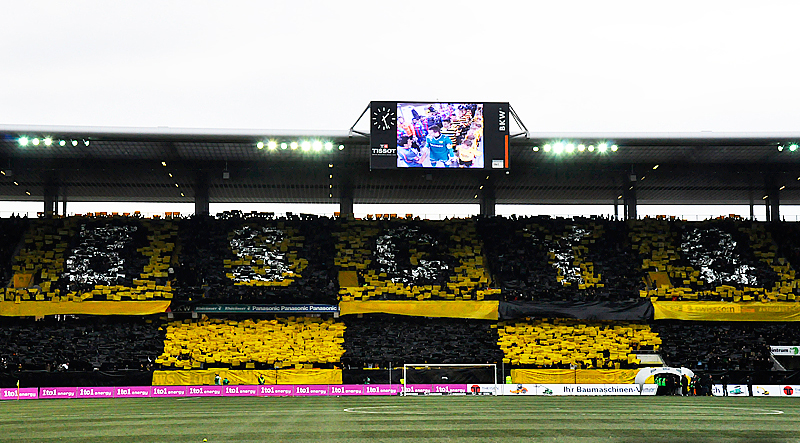